# Unterseeboot 575
L'Unterseeboot 575 ou U-575 est un sous-marin allemand (U-Boot) de type VIIC utilisé par la Kriegsmarine pendant la Seconde Guerre mondiale.
Le sous-marin fut commandé le 8 janvier 1940 à Hambourg (Blohm & Voss), sa quille fut posée le 1er août 1940, il fut lancé le 30 avril 1941 et mis en service le 19 juin 1941, sous le commandement du Kapitänleutnant Günther Heydemann (en).
Il fut coulé au nord des Açores par des navires et par des aéronefs alliés en mars 1944.

## Conception
Unterseeboot type VII, l'U-575 avait un déplacement de 769 tonnes en surface et 871 tonnes en plongée. Il avait une longueur totale de 67,10 m, un maître-bau de 6,20 m, une hauteur de 9,60 m et un tirant d'eau de 4,74 m. Le sous-marin était propulsé par deux hélices de 1,23 m, deux moteurs diesel Germaniawerft M6V 40/46 de 6 cylindres en ligne de 1400 cv à 470 tr/min, produisant un total de 2 060 à 2 350 kW en surface et de deux moteurs électriques BBC GG UB 720/8 de 375 cv à 295 tr/min, produisant un total 550 kW, en plongée. Le sous-marin avait une vitesse en surface de 17,7 nœuds (32,8 km/h) et une vitesse de 7,6 nœuds (14,1 km/h) en plongée. Immergé, il avait un rayon d'action de 80 milles marins (150 km) à 4 nœuds (7,4 km/h; 4,6 milles par heure) et pouvait atteindre une profondeur de 230 m. En surface son rayon d'action était de 8 500 milles nautiques (soit 15 700 km) à 10 nœuds (19 km/h).
L'U-575 était équipé de cinq tubes lance-torpilles de 53,3 cm (quatre montés à l'avant et un à l'arrière) qui contenaient quatorze torpilles. Il était équipé d'un canon de 8,8 cm SK C/35 (220 coups) et d'un canon antiaérien de 20 mm Flak. Il pouvait transporter 26 mines TMA ou 39 mines TMB. Son équipage comprenait 4 officiers et 40 à 56 sous-mariniers.

## Historique
Il reçut sa formation de base au sein de la 7. Unterseebootsflottille jusqu'au 31 août 1941, puis intégra sa formation de combat dans cette même flottille.

### 1repatrouille
Sa première patrouille commença le 8 septembre 1941 au départ de Trondheim. Il navigua dans l'Atlantique Nord entre l'Islande et les îles Féroé (zone GIUK). Après quelques recherches sans succès, l'U-575 continua sa patrouille dans le sud du Groenland. Le 2 octobre, il attaqua un groupe de quatre bâtiments dans le centre de l'Atlantique Nord. Il tira trois torpilles, coulant un cargo hollandais et en touchant probablement un autre. L'équipage du navire hollandais, abandonné à son sort dans deux canots de sauvetage et deux radeaux, fut secourus par le destroyer USS Winslow (en), qui escortait le convoi ON-20. L'U-Boot étant toujours dans la zone, le Winslow largua plusieurs salves de charges de profondeur, sans dommage pour le submersible.
Le sous-marin fut la cible d'une attaque aérienne le 7 octobre, il subit quelques dommages mineurs. Il arriva ensuite à Saint-Nazaire, en France occupée, deux jours après.

#### Statistiques
- Jours en mer: 32
- Distance totale parcourue: 5 059.5 nmi
- Distance parcourue en surface: 4 776.70 nmi (94,4 %)
- Distance parcourue submergé: 282.8 nmi (5,6 %)
- Plus grande distance parcourue en 24 heures en surface: 292 nmi (le 08.10.1941)
- Plus grande distance parcourue en 24 heures submergé: 36.3 nmi (le 12.09.1941)
- Temps total d'immersion: 7 029 minutes; 117.15 heures; 4.88 jours (15,3 %)

### 2epatrouille
Il quitta Saint-Nazaire le 9 novembre 1941 pour se diriger près de la côte de Terre-Neuve-et-Labrador.
Le 23 novembre 1941, tous les U-Boote ayant assez de carburant et ceux faisant route vers Terre-Neuve reçurent l'ordre de se diriger vers l'est, à l'ouest de Gibraltar.
Le 1er décembre, il rencontra le pétrolier américain Astral au milieu de l'Atlantique. Le pétrolier avait quitté Aruba (Venezuela) pour Lisbonne avec une cargaison de 78 200 barils d'essence et de kérosène. L'U-575 traqua le navire Astral de nombreuses heures ; lorsqu'il vit dans le périscope le drapeau neutre américain, le capitaine Heydemann s'abstint de l'attaquer, les États-Unis n'étant toujours pas entrés en guerre.
Lors de son retour, le 9 décembre en approchant des côtes, l'U-575 fut repéré et attaqué par des charges de profondeur qui l'endommagèrent sévèrement. Il arriva à Vigo et durant la nuit du 12 au 13 décembre 1941, il fut approvisionné par le navire de ravitaillement allemand Bessel. Il retourna ensuite en France le 17 décembre.

#### Statistiques
- Jours en mer: 39
- Distance totale parcourue: 5 814 nmi
- Distance parcourue en surface: 5 508.80 nmi (94,8 %)
- Distance parcourue submergé: 305.2 nmi (5,2 %)
- Plus grande distance parcourue en 24 heures en surface: 354 nmi (le 30.11.1941)
- Plus grande distance parcourue en 24 heures submergé: 37 nmi (le 10.12.1941)
- Temps total d'immersion: 6 841 minutes; 114.02 heures; 4.75 jours (12,2 %)

### 3epatrouille
Lors de sa troisième patrouille l'U-575 opéra près des Grands Bancs de Terre-Neuve, sans succès.

#### Statistiques
- Jours en mer: 44
- Distance totale parcourue: 5 986 nmi
- Distance parcourue en surface: 5 750 nmi (96,1 %)
- Distance parcourue submergé: 236 nmi (3,9 %)
- Plus grande distance parcourue en 24 heures en surface: 210 nmi (le 27.01.1942)
- Plus grande distance parcourue en 24 heures submergé: 24 nmi (le 16.01.1942)
- Temps total d'immersion: 3 369 minutes; 56.15 heures; 2.34 jours (5,3 %)

### 4epatrouille
Il prit la mer le 24 mars 1942 pour les eaux américaines. Le 16 avril 1942, il envoya par le fond un cargo à vapeur américain au sud-est de Nantucket. Il patrouilla ensuite à 300 nautiques dans le sud d'Hatteras, mais ne rencontra aucun succès.

#### Statistiques
- Jours en mer: 53
- Distance totale parcourue: 7 129.5 nmi
- Distance parcourue en surface: 6 912 nmi (97 %)
- Distance parcourue submergé: 217.5 nmi (3 %)
- Plus grande distance parcourue en 24 heures en surface: 268 nmi (le 28.03.1942)
- Plus grande distance parcourue en 24 heures submergé: 37,5 nmi (le 26.03.1942)
- Temps total d'immersion: 5 622 minutes; 93.7 heures; 3,90 jours (7,4 %)

### 5epatrouille
Sa cinquième patrouille qui commença le 10 juin 1942, au départ de Saint-Nazaire, le fit naviguer pour la région des Caraïbes. L'U-575 et quatre autres U-Boote du groupe se ravitaillèrent auprès de l'U-459 dans la seconde moitié du mois de juin 1942, dans l'ouest des Açores.
Le 4 juillet, il torpilla un navire américain au nord-est de Cabo Samana (République Dominicaine). Il quitta les Caraïbes et le 9 juillet, il envoya par le fond un cargo britannique dans le nord de Trinidad et Tobago. Il patrouilla ensuite dans l'est de Trinidad et Tobago et attaqua, le 18 juillet, trois navires britanniques. Il en endommagea un et coula les deux autres. Il prit alors la route pour sa base et y arriva, le 7 août.

#### Statistiques
- Jours en mer: 59
- Distance totale parcourue: 10 173 nmi
- Distance parcourue en surface 9 732.30 nmi (95,7 %)
- Distance parcourue submergé: 440.7 nmi (4,3 %)
- Plus grande distance parcourue en 24 heures en surface: 286.1 nmi (le 14.06.1942)
- Plus grande distance parcourue en 24 heures submergé: 57 nmi (le 06.08.1942)
- Temps total d'immersion: 9 866 minutes; 164.4 heures; 6.85 jours (11,6 %)

### 6epatrouille
Sa sixième patrouille fut marquée par la perte d'un homme d'équipage qui passa par-dessus bord, le 5 octobre 1942.
Le 29 octobre 1942, il torpilla et coula un cargo à moteur britannique qui transportait 3 000 tonnes de laines et de sacs postaux, dans le centre de l'Atlantique Nord. 362 marins furent tués lors de l'attaque.

#### Statistiques
- Jours en mer: 54
- Distance totale parcourue: 7 363.4 nmi
- Distance parcourue en surface: 6 903.10 nmi (93,8 %)
- Distance parcourue submergé: 460.3 nmi (6,2 %)
- Plus grande distance parcourue en 24 heures en surface: 300 nmi (le 04.10.1942)
- Plus grande distance parcourue en 24 heures submergé: 53 nmi (le 23.09.1942)
- Temps total d'immersion: 7 587 minutes; 126.5 heures; 5.27 jours (9,8 %)

### 7epatrouille
Le 17 décembre 1942, il quitta Lorient pour une zone située près de Gibraltar.
Dans la matinée du 9 janvier 1943, l'U-575 tira cinq torpilles, touchant deux pétroliers du convoi TM 1, le MV Minister Wedel, et le MV Norvik. Les navires seront envoyés par le fond par l'U-522. La totalité des hommes du Wedel furent sauvés tandis que Norvik perdit deux hommes d'équipage.
Le 11 janvier, lorsque l'opération se termina près de Madère, sept pétroliers furent coulés. Le 16 janvier, le groupe Delphin se reforma dans le sud des Açores après que six U-Boote, y compris l'U-575, furent ravitaillés par l'U-463 dans l'ouest des Açores.
Dans la soirée du 25 janvier, l'U-575 torpilla et envoya par le fond un cargo américain, un traînard du convoi UGS 4. Le capitaine du navire fut fait prisonnier. Quand plus rien ne fut aperçu jusqu'au 29, le groupe fit alors mouvement vers l'est. À partir du 11 février, les bateaux du groupe Delphin firent mouvement vers le nord pour prendre position dans l'ouest du Portugal. Le lendemain, un convoi en direction du sud fut signalé à 200 nautiques dans l'ouest du cap Finisterre. Le groupe reçut l'ordre de le poursuivre, mais l'opération échoua à cause de la bonne couverture aérienne qui obligea les sous-marins à rester en plongée. La situation s'aggrava lorsque le convoi s'approcha de Gibraltar. Les attaques furent devenues impossibles et deux U-Boote furent perdus : l'U-442 et l'U-620. Le sous-marin rentra alors à Saint-Nazaire.

#### Statistiques
- Jours en mer: 67
- Distance totale parcourue: 10 132.3 nmi
- Distance parcourue en surface: 9 692.70 nmi (95,7 %)
- Distance parcourue submergé: 439.6 nmi (4,3 %)
- Plus grande distance parcourue en 24 heures en surface: 294.8 nmi (le 09.01.1943)
- Plus grande distance parcourue en 24 heures submergé: 40.7 nmi (le 20.12.1942)
- Temps total d'immersion: 10 449 minutes; 174.2 heures; 7.26 jours (10,8 %)

### 8epatrouille
Dans la matinée du 6 mai 1943, lors d'une attaque de convoi, il fut légèrement endommagé par l'artillerie du sloop HMS Sennen. Malgré quelques participations aux Rudeltaktiks, l'U-575 ne rencontra aucun succès. 

#### Statistiques
- Jours en mer: 51
- Distance totale parcourue: 8 028.7 nmi
- Distance parcourue en surface: 7 164.90 nmi (89,2 %)
- Distance parcourue submergé: 863.8 nmi (10,8 %)
- Plus grande distance parcourue en 24 heures en surface: 307 nmi (le 14.05.1943)
- Plus grande distance parcourue en 24 heures submergé: 53.3 nmi (le 26.04.1943)
- Temps total d'immersion: 17 217 minutes; 287 heures; 11.96 jours (23,4 %)

### 9epatrouille
Le commandant Heydemann fut remplacé en septembre 1943 par l'Oberleutnant zur See Wolfgang Boehmer (en).
Sa neuvième patrouille fut précédée par de courts allers-retours à Saint-Nazaire. Elle commença réellement le 6 octobre 1943. Lors de sa sortie un mer, qui fut relativement tranquille, il fut approché par un B-24 Liberator qui ne lui fit cependant aucun dommage. Il rentra après 63 jours en mer.

#### Statistiques
- Jours en mer: 70
- Distance totale parcourue: 6 776.2 nmi
- Distance parcourue en surface: 5 432.80 nmi (80,2 %)
- Distance parcourue submergé: 1 343.4 nmi (19,8 %)
- Plus grande distance parcourue en 24 heures en surface: 263.1 nmi (le 16.11.1943)
- Plus grande distance parcourue en 24 heures submergé: 54 nmi (le 09.10.1943)
- Temps total d'immersion: 36 392 minutes; 606.5 heures; 25.27 jours (36,1 %)

### 10epatrouilleet perte
L'U-575 fut le deuxième bateau opérationnel à être équipé d'un schnorchel. Il quitta Saint-Nazaire pour la dernière fois le 29 février 1944.
Tôt le 10 mars, l'U-575 torpilla et envoya par le fond une corvette britannique, qui escortait le convoi combiné MKS 41/SL 150, dans l'ouest-nord-ouest du cap Finisterre. Plus tard dans la journée, il attaqua sans succès le convoi SC 154, signalé par l'U-845. Le sous-marin fut ensuite chassé pendant plus de 18 heures par les navires d'escorte du convoi, mais il réussira à s'échapper.

LU-575 sous le feu de l'aviation britannique, le 13 mars 1944.

Le 13 mars 1944, l'U-575 fut repéré près du convoi ON 227. Il fut attaqué et endommagé par trois avions venant des Açores, un Vickers Wellington (équipé d'un Leigh light) du Sqn 172 et deux Fortress du Sqn 206 et Sqn 220. Il essuya des attaques par des charges de profondeur de la frégate HMCS Prince Rupert (en), du destroyer d'escorte USS Haverfield (en) et du destroyer-dragueur de mines USS Hobson. L'U-Boot fut finalement coulé dans le nord des Açores à la position 46° 18′ N, 27° 34′ O, probablement après une attaque d'un Grumman TBF Avenger du VC-95 provenant du porte-avions d'escorte USS Bogue.
18 des 55 hommes d'équipage sont morts dans cette attaque.

## Commandement
- Kapitänleutnant Günther Heydemann (en) du 19 juin 1941 au 29 juillet 1943 (Croix de chevalier).
- Commandement vacant du 30 juillet 1943 au 11 septembre 1943*.
- Oberleutnant zur See Wolfgang Boehmer (en) du 12 septembre 1943 au 13 mars 1944.

*Il n'y a pas eu de commandant lors des réparations effectuées à Saint-Nazaire de juillet 1943 à septembre 1943.

## Affectations
- 7. Unterseebootsflottille du 19 juin 1941 au 31 août 1941 (Période de formation).
- 7. Unterseebootsflottille du 1er septembre 1941 au 13 mars 1944 (Unité combattante).

## Patrouilles
|       | Commandant               | Départ            | Départ      | Arrivée           | Arrivée     | Jours     | Succès   |
| ----- | ------------------------ | ----------------- | ----------- | ----------------- | ----------- | --------- | -------- |
| 1     | Kptlt. Günther Heydemann | 8 septembre 1941  | Trondheim   | 9 octobre 1941    | St. Nazaire | 32 jours  | 4 652    |
| 2     | Kptlt. Günther Heydemann | 9 novembre 1941   | St. Nazaire | 17 décembre 1941  | St. Nazaire | 39 jours  |          |
| 3     | Kptlt. Günther Heydemann | 14 janvier 1942   | St. Nazaire | 26 février 1942   | St. Nazaire | 44 jours  |          |
| 4     | Kptlt. Günther Heydemann | 24 mars 1942      | St. Nazaire | 14 mai 1942       | St. Nazaire | 52 jours  | 6 887    |
| 5     | Kptlt. Günther Heydemann | 10 juin 1942      | St. Nazaire | 7 août 1942       | St. Nazaire | 59 jours  | 21 088   |
| 6     | Kptlt. Günther Heydemann | 16 septembre 1942 | St. Nazaire | 8 novembre 1942   | Lorient     | 54 jours  | 11 330   |
| 7     | Kptlt. Günther Heydemann | 17 décembre 1942  | Lorient     | 18 février 1943   | St. Nazaire | 64 jours  | 21 830   |
| 8     | Kptlt. Günther Heydemann | 22 avril 1943     | St. Nazaire | 11 juin 1943      | St. Nazaire | 51 jours  |          |
| 9     | Ltn. Wolfgang Boehmer    | 20 septembre 1943 | St. Nazaire | 22 septembre 1943 | St. Nazaire | 3 jours   |          |
|       | Ltn. Wolfgang Boehmer    | 25 septembre 1943 | St. Nazaire | 27 septembre 1943 | St. Nazaire | 3 jours   |          |
|       | Ltn. Wolfgang Boehmer    | 28 septembre 1943 | St. Nazaire | 30 septembre 1943 | St. Nazaire | 3 jours   |          |
|       | Ltn. Wolfgang Boehmer    | 6 octobre 1943    | St. Nazaire | 28 novembre 1943  | St. Nazaire | 54 jours  |          |
| 10    | Oblt. Wolfgang Boehmer   | 29 février 1944   | St. Nazaire | 13 mars 1944      | Coulé       | 14 jours  |          |
| Total | Total                    | Total             | Total       | Total             | Total       | 472 jours | 66 802 t |

Note : Kptlt. = Kapitänleutnant - Ltn. = Leutnant zur See - Oblt. = Oberleutnant zur See

### OpérationsWolfpack
L'U-575 opéra avec les Wolfpacks (meute de loups) durant sa carrière opérationnelle.
- Brandenburg (15-26 septembre 1941)
- Steuben (14 novembre – 2 décembre 1941)
- Endrass (12-17 juin 1942)
- Tiger (26-27 septembre 1942)
- Luchs (27 septembre - 6 octobre 1942)
- Panther (6-16 octobre 1942)
- Puma (16-22 octobre 1942)
- Delphin (26 décembre 1942 – Le 14 février 1943)
- Amsel 1 (3-6 mai 1943)
- Elbe (7-10 mai 1943)
- Elbe 1 (10-14 mai 1943)
- Mosel (19-24 mai 1943)
- Siegfried (22-27 octobre 1943)
- Siegfried 3 (27-30 octobre 1943)
- Jahn (30 octobre – 2 novembre 1943)
- Tirpitz 3 (2-8 novembre 1943)
- Eisenhart 4 (9-15 novembre 1943)
- Preussen (2-13 mars 1944)

## Navires coulés
L'U-575 coula 8 navires marchands totalisant 36 010 tonneaux, 1 navire de guerre de 1 015 tonneaux et endommagea 3 navires marchands totalisant 29 777 tonneaux au cours des 10 patrouilles (472 jours en mer) qu'il effectua.
| Date            | Nom             | Nationalité | Tonnage | Fait      | Localisation         |
| --------------- | --------------- | ----------- | ------- | --------- | -------------------- |
| 2 octobre 1941  | Tuva            | Pays-Bas    | 4 652   | Coulé     | 54° 16′ N, 26° 36′ O |
| 16 avril 1942   | Robin Hood      | USA         | 6 887   | Coulé     | 38° 45′ N, 66° 45′ O |
| 4 juillet 1942  | Norlandia       | Royaume-Uni | 2 689   | Coulé     | 19° 33′ N, 68° 39′ O |
| 9 juillet 1942  | Empire Explorer | Royaume-Uni | 5 345   | Coulé     | 11° 40′ N, 60° 55′ O |
| 18 juillet 1942 | Comrade         | Royaume-Uni | 69      | Coulé     | 11° 20′ N, 58° 50′ O |
| 18 juillet 1942 | Glacier         | Royaume-Uni | 75      | Coulé     | 10° 50′ N, 58° 58′ O |
| 18 juillet 1942 | San Gaspar      | Royaume-Uni | 12 910  | Endommagé | 10° 30′ N, 60° 27′ O |
| 29 juillet 1942 | Abosso          | Royaume-Uni | 11 330  | Coulé     | 48° 30′ N, 28° 50′ O |
| 9 janvier 1943  | Minister Wedel  | Norvège     | 6 833   | Endommagé | 28° 08′ N, 28° 20′ O |
| 9 janvier 1943  | Norvik          | Norvège     | 10 034  | Endommagé | 28° 08′ N, 28° 20′ O |
| 25 janvier 1943 | City of Flint   | USA         | 4 963   | Coulé     | 34° 47′ N, 31° 10′ O |
| 10 mars 1944    | HMS Asphodel    | Royal Navy  | 1 015   | Coulé     | 45° 24′ N, 18° 09′ O |

L'U-575 est un parfait exemple montrant l'efficacité des sous-marins allemands lors de la bataille de l'Atlantique. Ce U-boot a été capable de couler une grande quantité de tonnage et de détruire plusieurs fois sa propre valeur (monétaire et de main-d'œuvre) avant d'être détruit par un nombre important de navires et d'aéronefs. Le sous-marin fut grenadé ou bombardé 188 fois, tout en tirant seulement 45 torpilles pendant tout son service.